# Стоклоса, Януш
Януш Стоклоса (пол. Janusz Stokłosa; род. 3 мая, 1954 года, Рабка, Польша) — польский пианист и композитор. Выпускник Кафедры Теории и Истории Музыки Ягеллонского университета в Кракове. С 1984 по 1990 год музыкальный директор театра Ateneum в Варшаве. С 1986 по 1991 год работал с Михалом Байором.
В 1991 году он сочинил музыку для мюзикла «Метро» (реж. Януш Юзефович).